# دورانگاما
دورانگاما (به لاتین: Doranegama) یک منطقهٔ مسکونی در سری‌لانکا است که در استان مرکزی (سری‌لانکا) واقع شده‌است.